# Antwerpen-Zuid
Antwerpen-Zuid – stacja kolejowa w Antwerpii, w regionie Flandria, w Belgii. Stacja posiada 2 perony. Do 2023 roku stacja ma zostać zomodernizowana.